# LOTT
LOTT (Lokale Omroep Tilburg Totaal) is een lokale omroep voor de gemeente Tilburg. De omroep werd opgericht in 2004 en kreeg een zendvergunning in maart 2007. De organisatie is gevestigd aan de Frans Mannaertstraat te Tilburg.